# Pariser Einzugsmarsch
Pariser Einzugsmarsch av Johann Heinrich Walch är namnet på den marsch som spelades vi koalitionens intåg i Paris den 31 mars 1814 efter det Sjätte koalitionskriget.
Marschen skrevs senast 1813 och kan mycket väl ha varit ett beställningsarbete till intåget då de flesta av J.H. Walchs verk var sådana det finns dock varierande uppgifter om verkets ålder.
Verket återanvändes också 1940 då tyskarna tågade in i Paris efter segern i Slaget om Frankrike.
- Wikimedia Commons har media som rör Pariser Einzugsmarsch.